# Samuel Edward Konkin III
Samuel Edward Konkin III (8 juillet 1947 – 23 février 2004), également connu sous le nom de SEK3, est un philosophe libertarien de gauche canado-américain et un économiste de l’École autrichienne. Il est l’auteur de la publication New Libertarian Manifesto et a défendu une philosophie politique qu’il a nommée agorisme.

## Vie personnelle
Konkin est né le 8 juillet 1947 à Edmonton (Alberta), de Samuel Edward Konkin II et Helen Konkin. Il avait un frère nommé Alan. Il épousa Sheila Wymer en 1990 et eut un fils nommé Samuel Evans-Konkin. Le mariage prit fin peu de temps après. Konkin était athée. Il était également reconnu pour son style vestimentaire : « Pour afficher ses convictions anarchistes, il s’habillait entièrement de noir, une couleur associée à ce mouvement depuis la fin du XIXe siècle ».
Le 23 février 2004, Konkin est décédé de causes naturelles dans son appartement de West Los Angeles (Californie). Il a été inhumé aux côtés de son père à Edmonton, en Alberta.

## Contributions à des fanzines
Grand admirateur de C. S. Lewis et J. R. R. Tolkien, Konkin était aussi un contributeur assidu de fanzines et une figure notable parmi les fans de science-fiction/fantasy pour ses écrits dans Alarums and Excursions et d’autres publications similaires. Dans un numéro de 1976 d’Alarums and Excursions, Konkin publia un dessin montrant les auteurs de Dungeons & Dragons Gary Gygax, Len Lakofka et Tim Kask pendus par un groupe de femmes. Cette caricature répondait à la controverse suscitée par la proposition de Lakofka d’appliquer de nouvelles règles aux personnages féminins : elles auraient reçu une note de « beauté » et seraient plus faibles au combat contre des personnages masculins.
Konkin proposa lui-même un nouvel archétype de personnage, la « demoiselle », qu’il décrivait comme un personnage chaste en quête d’amour, à la manière d’une princesse de Disney. Sa proposition fut critiquée pour son maintien de stéréotypes de genre, puisqu’elle valorisait la chasteté par l’accès au statut de « consort » et pénalisait la promiscuité par le statut de « courtisane ». De plus, il semblait blâmer la victime en cas d’agression sexuelle en sous-entendant que le suicide était la seule réaction morale pour une femme agressée. L’universitaire Aaron Trammell a décrit la proposition de Konkin comme une forme d’objectification des femmes, puisqu’elle les définissait avant tout par leur sexualité. D’autres fans de D&D lui écrivirent pour protester, qualifiant pour beaucoup sa proposition de travail de « porc chauviniste » tandis qu’un autre tenta de la présenter comme une forme de satire. Trammell voit dans ces lettres une démarche de justice restaurative, car les auteurs essayaient d’expliquer directement à Konkin les problèmes posés par ce personnage, plutôt que de le dénoncer publiquement.

## Opinions politiques
Pour l’article homonyme, voir Contre-économie.
Konkin considérait le libertarianisme comme un mouvement radical. Il fut l’un des initiateurs de l’Agorist Institute.
Il rejetait le vote, estimant que celui-ci était incompatible avec l’éthique libertarienne. Il s’opposait également à la participation au Parti libertarien aux États-Unis, qu’il voyait comme une cooptation étatiste du mouvement libertarien. Il fut l’adversaire du philosophe minarchiste Robert Nozick, dont il qualifiait les partisans de « Nozis ».
Dans son New Libertarian Manifesto, Konkin présente sa stratégie pour parvenir à une société libertarienne. Refusant le vote et d’autres modes de changement social traditionnels, il encourageait chacun à retirer son consentement à l’État en recourant à des activités économiques sur le marché noir et le marché gris, à l’abri de l’imposition et de la réglementation. Konkin nommait « contre-économie » l’ensemble de ces transactions et activités qui contournent l’État ; la société libre où s’opèrent ces échanges pacifiques, il l’appelait « agora », d’où le terme « agorisme » pour désigner la société qu’il espérait instaurer. Il rejeta aussi fermement le concept de propriété intellectuelle,.
Konkin fut l’éditeur et le principal rédacteur de différentes publications produites de manière irrégulière : New Libertarian Notes (1971–1975), New Libertarian Weekly (1975–1978), et enfin le magazine New Libertarian (1978–1990), dont le dernier numéro (le n° 187, en 1990) était un numéro spécial hommage à la science-fiction avec une couverture de Robert A. Heinlein.
Il s’opposait également à l’impérialisme et à l’interventionnisme.

### Agorisme

Drapeau de l'agorisme.

L'agorisme est une philosophie politique anarchiste et libertarienne fondée par Samuel Edward Konkin III dont l'objectif ultime est d'utiliser des marchés clandestins pour parvenir à une société sans gouvernement, dans laquelle toutes les relations entre les individus sont des échanges volontaires – un marché libre. Le terme provient du mot grec agora, désignant un lieu ouvert d'assemblée et de marché dans les cités-états grecques antiques. L'agorisme se rapproche des courants de pensées tel que l'anarchisme individualiste et le mutuellisme (l'agorisme est aussi considérée comme faisant partie de la faction des anarchistes de marché libre et partageant beaucoup avec l'anarcho-capitalisme de Murray Rothbard),,,,,,,,,,,,.
La théorie agoriste divise les individus en classes: ceux qui gagnent leur vie grâce au marché, de façon libre et volontaire (par les moyens économiques) ainsi que ceux qui gagnent leur vie en contraignant les autres, de façon autoritaire et violente (par les moyens politiques),.
Les agoristes soutiennent un renversement non violent de la classe politique (qui est responsable des gouvernements) grâce à l'action directe et pacifique qui utilise les marchés noirs et gris, connue sous le nom de contre-économie, qui s'engage dans les aspects d'une révolution non violente dans le but de priver de revenus les gouvernements pour les affaiblir. Le but est de les rendre moins efficaces et moins fonctionnels, jusqu'à leur effondrement,,,. L’agorisme prône l’instauration d’une société anarchiste par l’expansion de l’économie informelle, la contre-économie. Cette expansion devrait mener au développement d’un secteur privé suffisamment fort pour se protéger de l’État et l’abolir.
Konkin décrit de la manière suivante les différents types de marchés dans la théorie agoriste :

« La contre-économie est la somme de toute action humaine non agressive, qui est interdite par l’État. Le contre-économique est l'étude et la pratique de la contre-économie. La contre-économie inclut le marché libre, le marché « noir », l’« économie souterraine », tous les actes de désobéissance civile et sociale, tous les actes d'association interdite (sexuelle, raciale, interreligieuse), et toute autre chose que l’État, à tout moment et en tout lieu, choisit d'interdire, de contrôler, de réglementer, de taxer ou de tarifer. La contre-économie exclut toute action approuvée par l’État (marché « blanc ») ainsi que le marché « rouge » (violence et vol non approuvés par l’État). »

— Samuel Edward Konkin III
D’autre part, Konkin précise que le marché blanc concerne également des activités de marché soumises au contrôle des gouvernements et que « l’impératif agoriste est de transformer le blanc en noir », c’est-à-dire de soustraire ces activités au contrôle des gouvernements par le biais de la contre-économie.
|         | Approuvé par l’État | Interdit, sauf s’il est exercé de la manière définie par l’État | Interdit par l’État |
| ------- | ------------------- | --------------------------------------------------------------- | ------------------- |
| Moral   | Marché blanc        | Marché gris                                                     | Marché noir         |
| Immoral | Marché rose         | Marché rouge                                                    | Marché rouge        |

Les agoristes soutiennent la théorie selon laquelle les classes sociales se distinguent les unes des autres en fonction des bénéfices qu’elles tirent de l’existence des gouvernements, de manière très similaire à la théorie libérale des classes sociales utilisée par Rothbard. Les agoristes établissent une distinction en trois catégories : les victimes de l’État, les neutres et les étatistes.
| Entrepreneur                                                   | Non-étatiste                                                                                          | Capitaliste pro-État                      |
| (bon)                                                          | (neutre)                                                                                              | (mauvais)                                 |
| Innovateur, audacieux, producteur ; la force d’un marché libre | Propriétaires de capital ; relativement dénués de conscience idéologique, « automates non innovants » | « Le principal mal du domaine politique » |

Konkin a soutenu que, bien que ces trois classes soient distinctes, certains anarcho-capitalistes ont tendance à confondre la première et la deuxième, tout comme les « marxoïdes » et les collectivistes vulgaires les confondent toutes les trois.
L'agorisme partage des éléments avec l'anarcho-capitalisme, mais contrairement à certains anarcho-capitalistes, la plupart des agoristes s'opposent catégoriquement au scrutin de vote, aux partis politiques (car la participation d'anarcho-capitalistes à un parti politique est en contradiction avec l'anarchisme et incompatibles avec l'éthique libertarienne selon eux), au terme « capitalisme » pour utiliser plutôt celui de « marché » (associant le capitalisme au corporatisme et aux corporations, faisant de ces derniers, une extension des gouvernements et de leur surveillance de masse), ils s'opposent aussi au devoir légal de payer ses taxes et ses impôts comme stratégie pour atteindre leurs objectifs souhaités. Les agoristes rejettent aussi le travail salarié pour une approche entrepreneuriale de type mutuelliste et individualiste, à gauche politiquement, plus proche de celle des anarchistes américains comme Spooner et Tucker (voire de Proudhon et des anarchistes de marché) tout en faisant partie de la pensée Rothbardienne (plus précisément d'un sous-courant, le rothbardisme de gauche,,,) et de l'école de pensée autrichienne économiquement parlant,,.
Les idées de SEK3 et de l'agorisme ont eu une influence sur plusieurs individus dont Victor Koman,, auteur de plusieurs romans de science-fiction dont ces derniers ont reçu l'appelation de fictions agoristes avec des oeuvres comme Kings of the High Frontier,, Solomon’s Knife,, The Jehovah Contract, et sans oublier The Legend of Anarcho Claus, dont il a co-écrit avec Konkin lui même. J. Neil Schulman a été aussi inspiré beaucoup par le courant agoriste, écrivain et producteur hollywoodien qui a écrit un livre de science-fiction dystopique libertarien, Alongside Night destiné à articuler et promouvoir les principes de l'agorisme à travers un roman de fiction, le livre a été aussi adapté en film en 2014,,,,. Aussi, une personne comme Ross Ulbricht a été inspiré par Rothbad, Konkin et Schulman pour la création de son site web d'e-commerce clandestin qui s'appelait Silk Road,,. Le site offrait un marché noir de type contre-économique, opérait sur le darknet et entièrement en Bitcoin en dehors du contrôle de l'État.

### Accusations de négationnisme historique
Dans son ouvrage Anarchism: Left, Right, and Green, la théoricienne politique et anarcho-syndicaliste Ulrike Heider accusa Konkin de soutenir un certain négationnisme historique dans ses rapports avec l’Institute for Historical Review (IHR). Il fut notamment membre du conseil d’administration de l’IHR ; il autorisa de la publicité pour l’IHR dans New Libertarian et publia une critique positive du livre de James J. Martin portant sur Raphael Lemkin, édité par l’IHR. Bien qu’il ait personnellement rejeté le négationnisme de la Shoah, Konkin défendait l’IHR au nom de la liberté d’expression, estimant que celle-ci était étouffée. Cependant, dans sa recension du livre de Martin, Konkin qualifie le deuxième chapitre (où Martin décrit comme « une attaque de propagande bien coordonnée » l’idée qu’il y aurait eu extermination massive des Juifs) de « synthèse des vues libertariennes-révisionnistes de Martin sur la Seconde Guerre mondiale » et « point fort de l’ouvrage », « qui intéressera autant le libertarien que le révisionniste pur et dur », ce qui jette un doute sur la présentation défendue par Konkin.